# Ahrntal
Ahrntal (italià Valle Aurina) és un municipi italià, dins de la província autònoma de Tirol del Sud. És un dels municipis del vall de Pustertal. L'any 2007 tenia 5.697 habitants. Conté les fraccions de Luttach (Lutago), Steinhaus (Cadipietra), St. Jakob (San Giacomo), St. Johann (San Giovanni), St. Peter (San Pietro) i Weißenbach (Riobianco). Limita amb els municipis de Mühlwald, Prettau, Sand in Taufers, Brandberg (Àustria), Finkenberg (Àustria), i Mayrhofen (Àustria).

## Situació lingüística
| Pertinença lingüística (cens 2001) | 98,79% alemany |
| Pertinença lingüística (cens 2001) | 1,07% italià   |
| Pertinença lingüística (cens 2001) | 0,13% ladí     |

## Administració

Territori comunal

| Període | Identitat     | Partit        |
| ------- | ------------- | ------------- |
| 2004-   | Hubert Rieder | Llista cívica |